# 硬組織再生生物学会
硬組織再生生物学会（こうそしきさいせいせいぶつがっかい、The Society of Hard Tissue Regenerative Biology）とは、硬組織および関連組織細胞についての研究を取り扱う専門学術団体の一つである。

## 概要
1993年に硬組織研究技術学会として設立、硬組織生物学会を経て、2003年より硬組織再生生物学会となる。会員数345名。理事長は大塚吉兵衛。

## 学会誌
- 『Journal of Hard Tissue Biology』年3回発刊 ISSN 1341-7649

## 加盟団体
- 日本学術会議協力学術研究団体